# Atletika na Letních olympijských hrách 1992 – skok vysoký muži
Skok vysoký mužů na Letních olympijských hrách 1992 se uskutečnil ve dnech 31. července a 2. srpna na Olympijském stadionu v Barceloně. Zlatou medaili získal kubánský výškař Javier Sotomayor, stříbro Patrik Sjöberg ze Švédska a bronz společně Polák Artur Partyka, Australan Tim Forsyth a Američan Hollis Conway. Všichni medailisté dosáhli výkonu 234 cm.

## Výsledky finále
| Umístění         | jméno            | stát                              | 2,15 | 2,20 | 2,24 | 2,28 | 2,31 | 2,34 | 2,37 | 2,39 | Výkon   |
| ---------------- | ---------------- | --------------------------------- | ---- | ---- | ---- | ---- | ---- | ---- | ---- | ---- | ------- |
| Zlatá medaile    | Javier Sotomayor | Kuba                              |      |      | XO   | -    | O    | O    | XX-  | X    | 2,34 cm |
| Stříbrná medaile | Patrik Sjöberg   | Švédsko                           |      |      | O    | -    | O    | XO   | XXX  |      | 2,34 cm |
| Bronzová medaile | Artur Partyka    | Polsko                            | O    |      | XO   | -    | O    | XO   | XXX  |      | 2,34 cm |
| Bronzová medaile | Tim Forsyth      | Austrálie                         |      | O    | O    | -    | XO   | XO   | XXX  |      | 2,34 cm |
| Bronzová medaile | Hollis Conway    | Spojené státy americké            |      | O    | -    | XO   | -    | XO   | XXX  |      | 2,34 cm |
| 6.               | Ralf Sonn        | Německo                           |      | O    | O    | O    | O    | XX-  | X    |      | 2,31 cm |
| 7.               | Troy Kemp        | Bahamy                            |      | O    | -    | XO   | O    | XXX  |      |      | 2,31 cm |
| 8.               | Marino Drake     | Kuba                              |      | O    | -    | O    | XXX  |      |      |      | 2,28 cm |
| 8.               | Dragutin Topić   | Individuální olympijští účastníci |      | O    | -    | O    | XX-  | X    |      |      | 2,28 cm |
| 8.               | Charles Austin   | Spojené státy americké            |      | O    | -    | O    | -    | X--  | XX   |      | 2,28 cm |
| 11.              | Gustavo Becquer  | Španělsko                         |      | O    | XO   | O    | XXX  |      |      |      | 2,28 cm |
| 12.              | Steve Smith      | Velká Británie                    | O    | -    | O    | -    | XX-  | X    |      |      | 2,24 cm |
| 13.              | Sorin Matei      | Rumunsko                          |      |      | XO   | -    | XXX  |      |      |      | 2,24 cm |
| 14.              | Georgi Dakov     | Bulharsko                         | O    | O    | XXO  | XXX  |      |      |      |      | 2,24 cm |